# Montanoa bipinnatifida
Montanoa bipinnatifida là một loài thực vật có hoa trong họ Cúc. Loài này được Carl Sigismund Kunth mô tả khoa học đầu tiên năm 1847 dưới danh pháp Uhdea bipinnatifida. Năm 1864 Karl Heinrich Emil Koch chuyển nó sang chi Montanoa.

## Phân bố
Loài bản địa México nhưng đã du nhập vào đông bắc Argentina, quần đảo Canaria, Đông Himalaya, Ấn Độ, Madeira, Myanmar, Australia (New South Wales, Queensland) và Việt Nam. Tại Việt Nam nó được gọi là ngân sơn.